# The Business (Band)
The Business ist eine Oi!/Punk Band aus London, die in den späten 1970ern gegründet wurde. Ihr Album Suburban Rebels wurde zu einem bedeutenden Teil der bereits langsam abklingenden Oi!-Bewegung. Das Lied England 5 – Germany 1 (basierend auf dem 5:1-Auswärtssieg Englands in der WM-Qualifikation 2002 gegen Deutschland) ist eine der beliebtesten Hymnen der englischen Fußballfans. The Business engagiert sich als Oi!-Band gegen Rassismus und politischen Extremismus.
Am 1. Dezember 2016 erlag Sänger und Gründungsmitglied Micky Fitz im Alter von 57 Jahren einer Krebserkrankung.

## Diskografie

### Studioalben
- Suburban Rebels (1983)
- 1980-81 - Official Bootleg (1983) #17
- Saturday’s Heroes (1985)
- Welcome to the Real World (1988)
- Keep the Faith (1994)
- The Truth, the Whole Truth and Nothing But the Truth (1997)
- No Mercy for You (2001)
- Under the Influence (2003)
- Hardcore Hooligan (2003)
- Doing the Business (2010)

### Split/Livealben/Singles
- Harry May (2002)
- Hell 2 Pay(2002)
- The Complete Singles Collection (2001)
- Oi, It’s Our Business: The Best of the Business (2001)
- Smash the Discos/Loud, Proud and Punk (Live) (2001)
- Mob Mentality (2000)
- Live (1999)
- Loud, Proud and Oi! (1996)
- Death II Dance (1996)
- The Best of the Business: 28 Classic Oi Anthems … (1993)
- 1979-89
- Singalong a Business
- Blue Stereo Music
- Harry May: The Singles Collection
- Loud, Proud & Punk (Live) (1984) #22
- Mean Girl (2008)
- Back in the Day (2015)

### Kompilationen
- Punch Drunk 4
- UK/DK: The Soundtrack to the Film (Soundtrack) (Score)
- Oi! The Resurrection
- World Still Won’t Listen: Tribute to the Smiths
- 100% British Punk (Box-Set)
- United Kingdom of Punk 3: The Hardcore Years
- Oi! This Is England (Box-Set)
- Burning Ambitions: A History of Punk (Box-Set)
- Punk, Proud & Nasty
- Lords of Oi! (Box-Set)
- Punk-O-Rama Volume 6 (bei Epitaph Records)
- 100% British Oi! Oi!
- Give ’Em the Boot
- Burning Ambition: History of Punk Vol. 2
- Anarchy from the UK, Volume One
- Oi! Greatest Hits Vol. 1
- Punk City Rockers (Box-Set)
- Kill Your Radio
- Voice of the Streets
- Eurotrip soundtrack
- Trouble on the Terraces
- The Secret Life of PUNK’S